# 饕餮胡同
饕餮胡同（Freßgass）是德国法兰克福市中心内城区的一条高档美食步行街，位于银行区内，西到歌剧院广场的法蘭克福舊歌劇院，东到交易所街的法兰克福证券交易所，平行于德国最著名的奢侈购物街歌德大街。
饕餮胡同及其附近街道的房价是法兰克福最高的。饕餮胡同的租金名列第三，仅次于邻近的歌德大街和采尔大街。

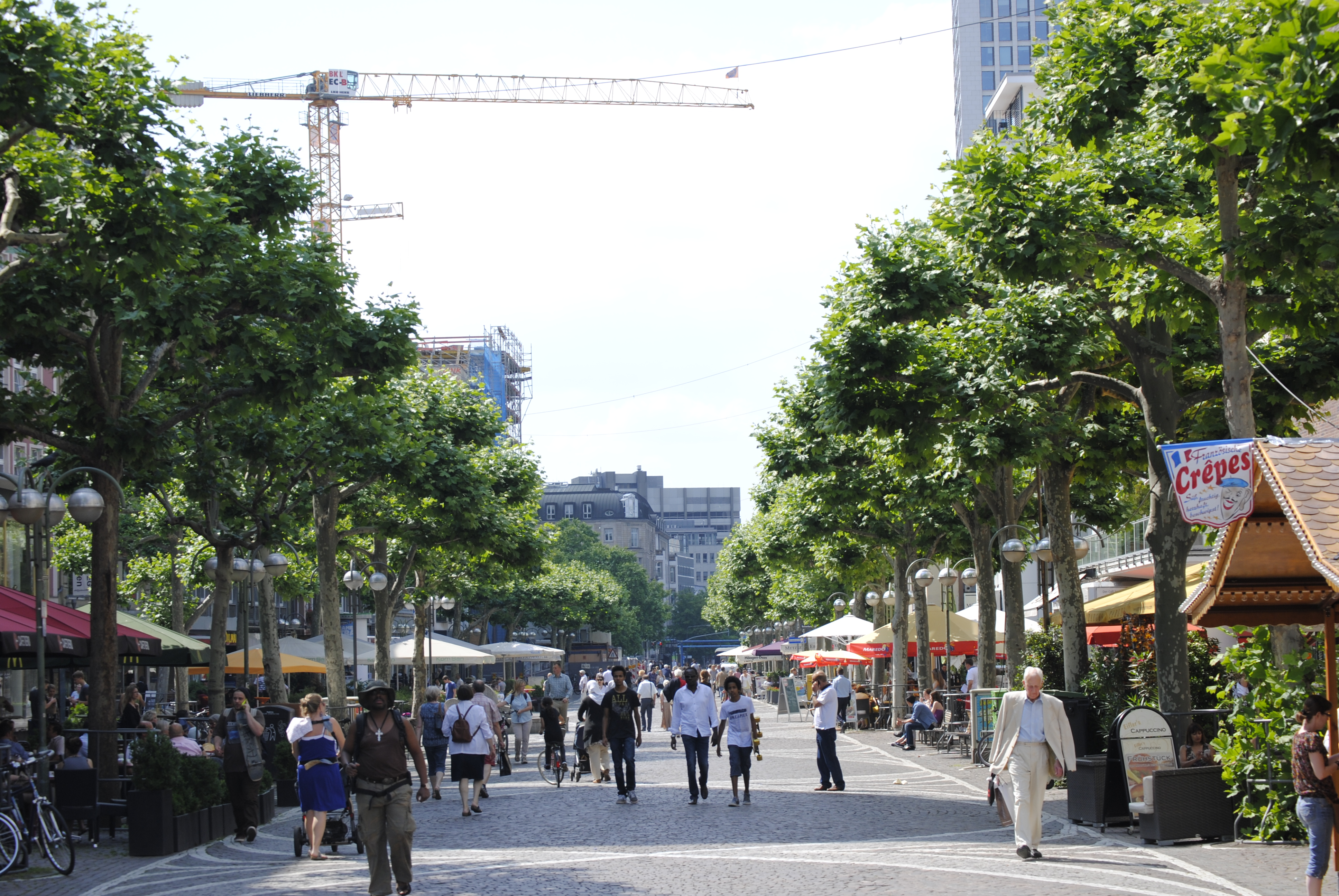
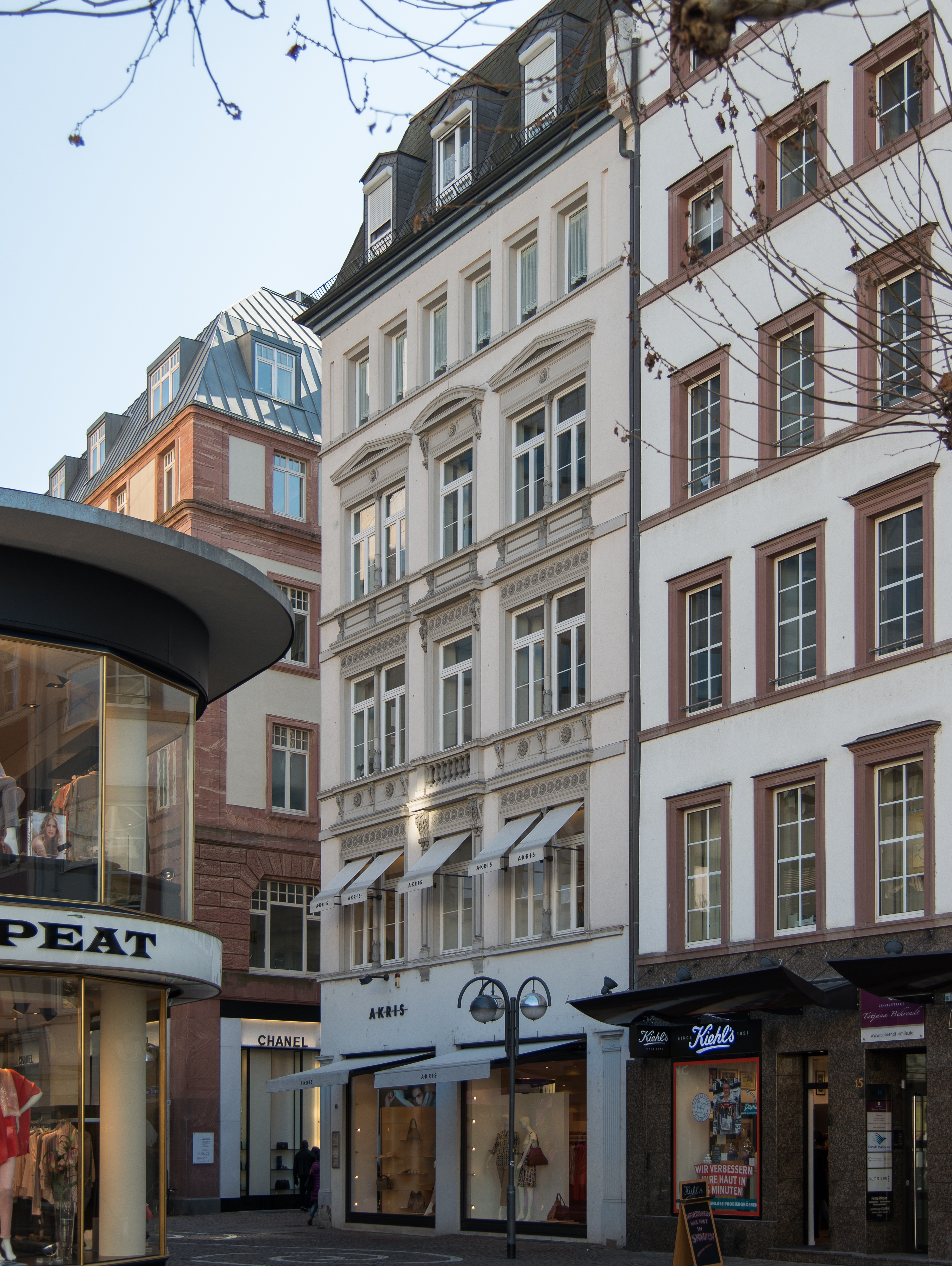
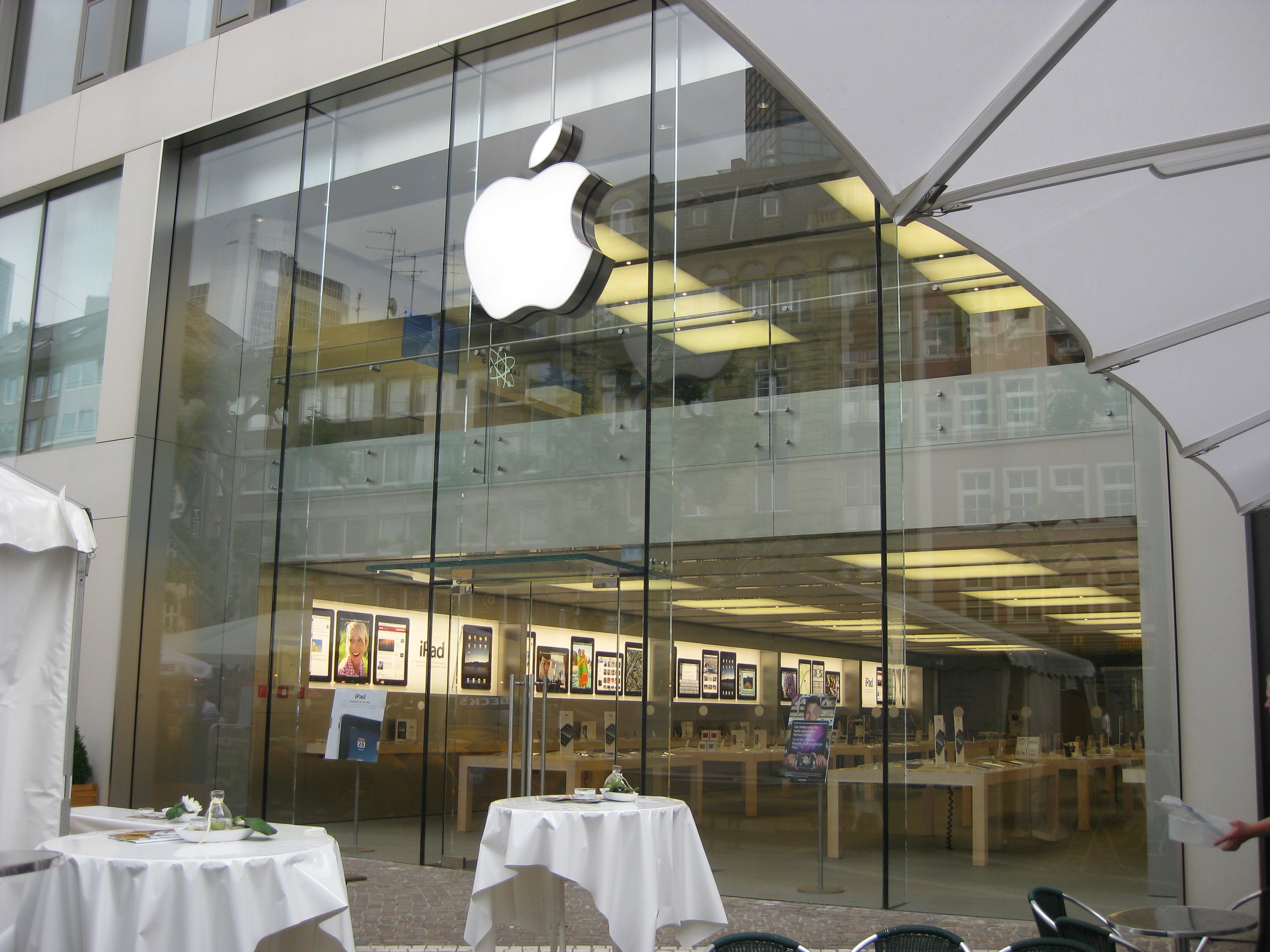